# Waga (astrologia)

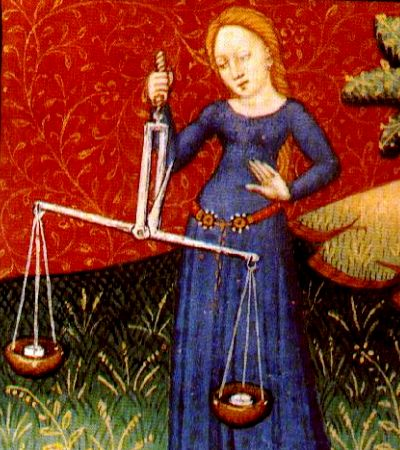
Waga

Waga (♎) (łac. Libra) – siódmy astrologiczny znak zodiaku. Znak ten jest przypisany osobom urodzonym w czasie obserwowania Słońca w tym znaku, to znaczy na odcinku ekliptyki pomiędzy 180° a 210° długości ekliptycznej. Wypada to między 22/23 września a 22/23 października – dokładne ramy czasowe zależą od rocznika. Czasem przyjmuje się umowne granice – według Evangeline Adams (1868–1932) był to okres między 24 września a 24 października. Znak Wagi przypisuje się również osobom urodzonym w trakcie wschodzenia tego znaku.
Słońce wchodzi w znak Wagi w chwili równonocy jesiennej.

## Atrybuty
- Żywioł – powietrze
- Planeta – Wenus
- Kamień – malachit, ametyst, topaz
- Jakość – kardynalna